# Stephen Tobolowsky
Stephen Tobolowsky, född 30 maj 1951 i Dallas i Texas, är en amerikansk skådespelare.
Tobolowsky har bland annat medverkat i Måndag hela veckan från 1993 och The Glimmer Man från 1996 med Steven Seagal.

## Filmografi
- 1976 – Keep My Grave Open
- 1984 – Philadelphia Experiment
- 1986 – En annorlunda tjej
- 1987 – Det våras för rymden
- 1988 – Mississippi brinner
- 1989 – Great Balls of Fire!
- 1989 – In Country
- 1989 – Den stora stöten
- 1989 – Checking Out
- 1990 – Lovligt byte
- 1990 – Välkommen hem Roxy Carmichael
- 1990 – Svindlarna
- 1990 – Mirror, Mirror
- 1990 – Funny About Love
- 1991 – Thelma & Louise
- 1991 – Wedlock
- 1991 – Tagget
- 1991 – Dödlig medicin
- 1992 – Basic Instinct - iskallt begär
- 1992 – Slumpens hjälte
- 1992 – Den osynlige mannen
- 1992 – Sneakers
- 1992 – Ensam ung kvinna söker
- 1993 – Måndag hela veckan
- 1993 – Vad pojkar vill ha
- 1993 – Konsten att göra kassasuccé
- 1993 – Josh and S.A.M
- 1994 – Radioland Murders
- 1994 – Farsa på låtsas
- 1994 – Trevor
- 1995 – Dr. Jekyll and Ms. Hyde
- 1995 – Överlagt mord
- 1996 – Svart hemlighet
- 1996 – The Glimmer Man
- 1996 – Power 98
- 1996 – Den otroliga vandringen 2 - På rymmen i San Francisco (röst)
- 1997 – Mr. Magoo
- 1997 – The Curse of Inferno
- 1998 – Black Dog
- 1998 – Djungelboken: Mowglis äventyr (röst)
- 1998 – Around the Fire
- 1999 – Insider
- 1999 – One Man's Hero
- 2000 – Memento
- 2000 – Bossa Nova
- 2000 – Alien Fury: Countdown to Invasion
- 2000 – Falskspel
- 2000 – The Operator
- 2001 – Freddy Got Fingered
- 2001 – Black River
- 2001 – The Day the World Ended
- 2001 – Voodoo Ritual
- 2001 – On the Edge
- 2002 – Love Liza
- 2002 – Par 6
- 2002 – Nalles stora äventyr
- 2003 – View from the Top
- 2003 – National Security
- 2003 – Freaky Friday
- 2004 – Win a Date with Tad Hamilton!
- 2004 – Alla hans ex
- 2004 – Gustaf
- 2004 – Frankie and Johnny are married
- 2004 – Sleep Easy, Hutch Rimes
- 2005 – Miss Secret Agent 2
- 2005 – Living 'til the End
- 2005 – Stephen Tobolowsky's Birthday Party
- 2006 – Hemma bäst
- 2006 – The Sasquatch Dumpling Gang
- 2006 – Blind Dating
- 2006 – Pope Dreams
- 2006 – American Men
- 2006 – Love Hollywood Style
- 2007 – Wild Hogs
- 2007 – The Valley of Light
- 2007 – Loveless in Los Angeles
- 2007 – Entourage, avsnitt Sorry, Harvey (gästroll i TV-serie)
- 2007 – Boxboarders!
- 2007–2008 – Heroes (TV-serie)
- 2008 – Beethovens stora genombrott
- 2009 – Tidsresenärens hustru
- 2010 – Buried
- 2010 – True Jackson, avsnitt Saving Snackleberry (gästroll i TV-serie)
- 2010 – Hard Breakers
- 2010 – Peep World
- 2011 – Smekmånaden från helvetet
- 2011 – Magnificat
- 2012 – Lorax (röst)
- 2012 – The Last Ride
- 2012 – The Mindy Project (TV-serie)
- 2014 – Herr Peabody & Sherman (röst)
- 2016 – Huset fullt – igen (TV-serie)
- 2025 – Freakier Friday